# Kurt Wimmer
Pour les articles homonymes, voir Wimmer.
Kurt Wimmer, né le 9 mars 1964, est un scénariste et un réalisateur américain.

## Biographie
Kurt Wimmer étudie à l'université de Floride (University of South Florida) et obtient un diplôme (BFA) en histoire de l'art. Il vient s'installer à Los Angeles où il travaille pendant 12 ans comme scénariste avant de faire ses débuts de réalisateur avec le film Equilibrium. Bien qu'il soit crédité comme le réalisateur du film de 1995 One Tough Bastard, il fut renvoyé à la moitié du tournage.
On notera l'utilisation de l'acteur William Fichtner dans deux rôles très proches, celui de Jürgen dans Equilibrium et de Garth dans Ultraviolet.
Kurt Wimmer était censé réaliser l'adaptation cinématographique du jeu vidéo Metal Gear Solid mais le projet fut annulé[réf. nécessaire].

## Filmographie
Sauf indication contraire, les informations mentionnées dans cette section peuvent être confirmées par la base de données cinématographiques IMDb,  présente dans la section « Liens externes ».

### Réalisateur
- 1996 : Guerrier d'élite (en) (One Tough Bastard)
- 2002 : Equilibrium
- 2006 : Ultraviolet
- 2020 : Les Démons du maïs (Children of the Corn)

### Scénariste
- 1992 : The Neighbor (en) de John Paragon
- 1992 : À chacun sa loi (en) de Rodney Gibbons
- 1994 : Relative Fear (en) de George Mihalka
- 1996 : The Wolves de Steve Carver
- 1998 : Sphère de Barry Levinson
- 1999 : Thomas Crown de John McTiernan
- 2002 : Equilibrium de lui-même
- 2003 : La Recrue de Roger Donaldson
- 2006 : Ultraviolet de lui-même
- 2008 : Au bout de la nuit de David Ayer
- 2009 : Que justice soit faite de F. Gary Gray
- 2010 : Salt de Phillip Noyce
- 2012 : Total Recall : Mémoires programmées de Len Wiseman
- 2015 : Point Break d'Ericson Core
- 2020 : Les Démons du maïs (Children of the Corn) de lui-même
- 2020 : Spell de Mark Tonderai
- 2021 : Braquage en or (The Misfits)  de Renny Harlin
- 2023 : Expendables 4 (The Expendables 4) de Scott Waugh
- 2024 : The Beekeeper de David Ayer

### Producteur
- 2009 : Que justice soit faite de F. Gary Gray
- 2015 : Point Break d'Ericson Core
- 2020 : Spell de Mark Tonderai
- 2020 : Les Démons du maïs (Children of the Corn) de lui-même
- 2024 : The Beekeeper de David Ayer